# Bottle of Wine
Bottle of Wine är en låt skriven av Tom Paxton. Låten utgavs på hans album Ain't That News! 1965, men Judy Collins hade redan 1964 utgivit en liveinspelning av låten. 1965 spelades den också in av The Kingston Trio. Först tidigt 1968 blev låten riktigt känd i en inspelning av The Fireballs från 1967. Gruppen hade inte haft någon framgång på flera år när de med denna låt fick en sista hit och nådde niondeplatsen på amerikanska singellistan i februari 1968. Fireballs version blev även populär i Skandinavien och Australien, men gick obemärkt förbi i Storbritannien.
Thorstein Bergman skrev en svensk text till låten, och den svenska titeln blev "En flarra vin". Låten utgavs på en EP 1968.

## Listplaceringar, The Fireballs
| Lista (1967-1968) | Position              |
| ----------------- | --------------------- |
| Australien        | 3 (Go Set)            |
| Danmark           | 12 (DR "Top 20")      |
| Kanada            | 5 (RPM)               |
| Nya Zeeland       | 13 (NZ Listner)       |
| Sverige           | 12 (Kvällstoppen)     |
| Sverige           | 5 (Tio i topp)        |
| USA               | 9 (Billboard Hot 100) |